# 秋田蘭画

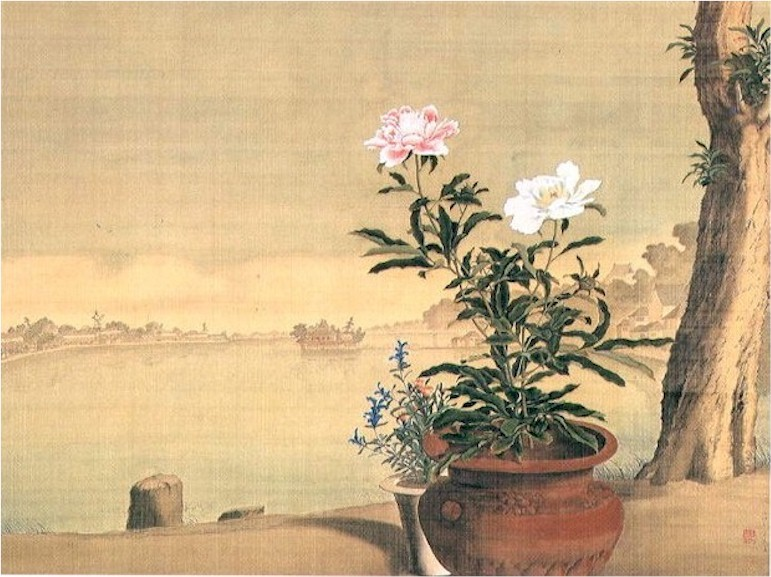
小田野直武「東叡山不忍池」（1770年代）秋田県立近代美術館所蔵

秋田蘭画（あきたらんが）は、江戸時代における絵画のジャンルのひとつで、久保田藩（秋田藩）主や藩士を担い手とした、西洋画の手法を取り入れた構図と純日本的な画材を使用した和洋折衷絵画である。秋田派ともいう。安永年間（1772年 - 1781年）に久保田藩で成立したが、後継者もなく天明年間（1781年 - 1789年）には廃れた。しかし、その極端な遠近法は後代の浮世絵にも大きな影響を与えたとされる。代表的な画家に、藩士小田野直武（1749年 - 1780年）、藩主佐竹曙山（1748年 - 1785年）、その一族佐竹義躬（1749年 - 1800年）がいる。

## 特徴と背景
秋田蘭画の多くは、絹本着色で掛幅という東洋画の伝統的な形態をとりながらも、画題のうえでは洋風の風景画や静物画を、技法のうえでは陰影法や大気遠近法など西洋絵画の手法を多く採り入れており、近景に濃彩の花鳥や静物を描き、遠景には水辺などの風景、あるいは何も描かずに淡い色彩で距離感を示している場合が多く、縦長構図の作品が多い。また、舶載顔料であるプルシアンブルーが取り入れられている。
秋田蘭画流行の背景には、徳川吉宗の蘭学奨励、当時の南蘋（）派の流行、および博物趣味の広まりがあると指摘されている。秋田蘭画も南蘋派の影響を受けており、その意味からは和漢洋の折衷体から独自の境地を見出した画派といえる。

## 歴史
日本における西洋画は、当初、蘭学の一分野として輸入された。そのため西洋画の技法研究も、蘭学者である平賀源内が外国人からの直接の指導を受けることなく、書物の挿画の模写などを通して独学で行っており、余技の域を出ないものであった。

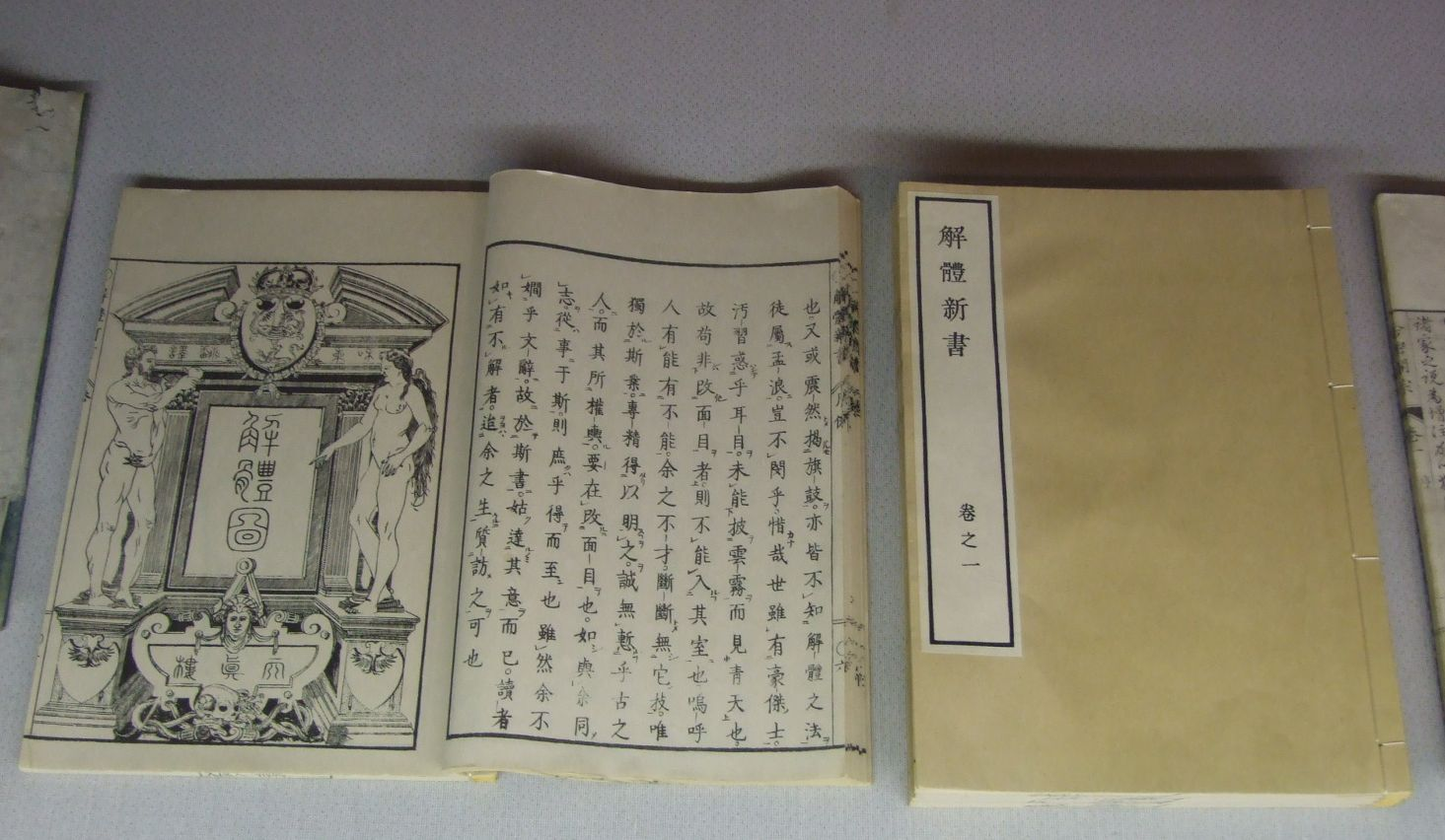
「解体新書」（適塾所蔵）

一方、久保田藩は財政再建のための方策として鉱山開発に着目しており、安永2年（1773年）7月、源内を鉱山技術者として藩に招聘した。言い伝えでは、源内が阿仁に向かうため角館城下の酒造業者五井家に泊まった際、宿の屏風絵に感心した源内がその絵の作者だという直武を呼び、「お供え餅を上から描いてみなさい」と直武に描かせてみせたところ、二重丸を描いた直武に「それではお盆なのか餅なのか分からない」と言い、即座に陰影法を教えたという。このとき直武は24歳、それに対し源内は満45歳であった。

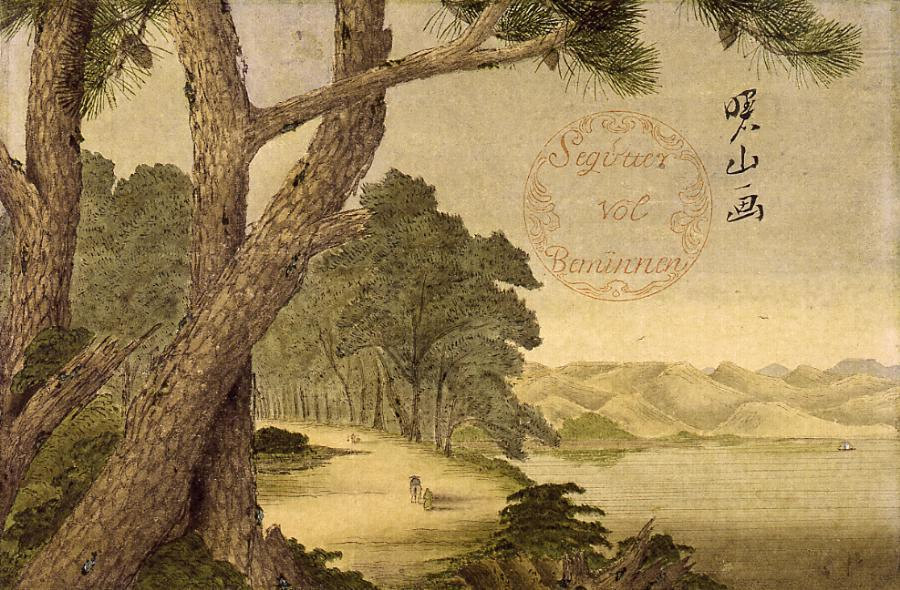
佐竹曙山「湖山風景図」（1770年代）秋田市立千秋美術館所蔵

源内が阿仁や大館の検分を終えて藩主佐竹曙山（義敦）に拝謁したのちの同年10月29日に久保田を出発、江戸へもどると、後を追うようなかたちで直武は藩の「源内手、産物他所取次役」ないし「銅山方産物取立役（吟味役）」に抜擢され、12月1日に角館より江戸へ出立して源内のところに寄寓した。それまで直武は佐竹北家の家臣（陪臣）であったので、この抜擢により本藩直臣へと立身したことになる。江戸寄寓中の安永3年（1774年）、直武は『解体新書』の挿画を描き、また、ヨンストン著『動物図譜』などの洋書を模写することによって、従来の東洋画では定型化されていた獅子や蛇、馬などの動物表現についても、陰影をつけて立体感をあらわす方法を学び、「東叡山不忍池図」（重要文化財）、「唐太宗・花鳥山水図」（重要文化財、秋田県立近代美術館所蔵）、「唐太宗図」（秋田市立千秋美術館所蔵）、「江ノ島図」（大和文華館所蔵）などを描くとともに、司馬江漢にも技法を伝授したといわれている。
直武の絵画における弟子としては、蘭癖大名として知られる熊本藩主細川重賢とも交流のあった藩主佐竹曙山、北家当主（角館城代）佐竹義躬、藩士田代忠国・荻津勝孝・菅原寅吉、久保田藩御用絵師菅原虎三などがいる。秋田蘭画は、君臣間の一種のサロン的雰囲気のなかで広まっていった。

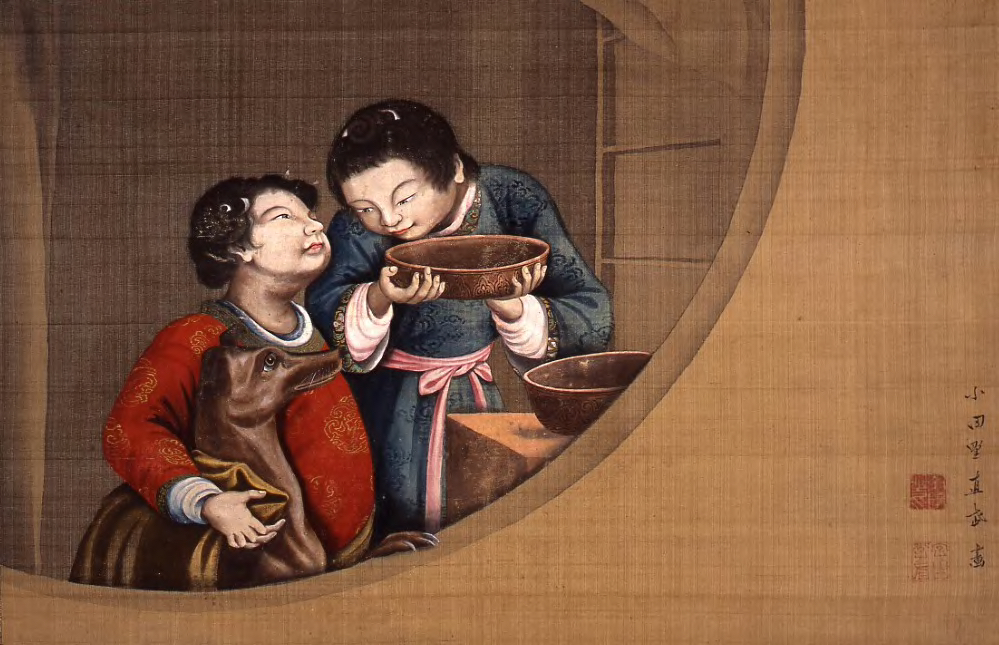
小田野直武「児童愛犬図」（1770年代）秋田市立千秋美術館所蔵

特に曙山は平賀源内や薩摩藩主島津重豪から絶賛されるほどの画才にめぐまれ、「松に唐鳥図」（重要文化財、個人蔵）、「燕子花にハサミ図」（神戸市立博物館所蔵）、「竹に文鳥図」（秋田市立千秋美術館所蔵）、「湖山風景図」などの絵画のほかに1778年9月『画法綱領』、『画図理解』という日本最初の西洋画論ともいえる理論書を執筆しており、これは秋田蘭画の理論的支柱となっている。また、膨大な数のスケッチを『佐竹曙山写生帖』（秋田市立千秋美術館所蔵）に収めている。
ところが、安永8年（1779年）の末に、直武は突然謹慎を申し渡され、翌年5月には死去してしまった。源内の刃傷事件との関係を指摘する説もあるが、詳細は不明である。それから5年後に曙山も亡くなると、秋田蘭画は下火となり、しだいに廃れたが、同画の系統・画流は司馬江漢に受けつがれ、さらに洋風化して須賀川の亜欧堂田善にも影響をおよぼしている。

## 秋田蘭画の紹介
秋田蘭画を広く世に紹介した人物として、直武と同郷の日本画家で明治末年頃から昭和初期にかけて活躍した平福百穂がいる。1930年（昭和5年）、百穂は『日本洋画曙光』という大型版画集のなかで秋田蘭画を紹介している。また、百穂はアララギ派の歌人でもあり、以下の短歌7首を詠んでいる。
- みちのくの　出羽の太守と 生れけむ　この君にして　描ける　阿蘭陀絵
- この君の　ゑがきける絵は　おほらかなり　蘭法にならひ　吾が国ぶりの絵
- 丹念に　ゑがきける絵に　落款の　曙山と大きく　おらんだ文字の印
- いちはやく　おらんだぶりを　画（）きしは　吾が郷人（）よ　小田野直武
- 明暗を　とりてゑがける　ふりにし絵　珍笑（）ましもよ　そのおらんだぶり
- 細密（）に　ゑがきたる絵は　真白なる　兎に笹の　かげをおとせる
- 壮（）くして　逝きにし人の　阿蘭陀絵は　世に稀なれや　くりかへしみつ